# MovieCD
MovieCD foi um formato de reprodução de vídeo digital e playback durante a década de 1990 produzida pela SIRIUS Publishing, Inc. Foi um fracasso popular por não ter qualidade frente ao VCD, e se tornou completamente obsoleto com a criação do DVD. Para rodar em computadores era usado um codec de vídeo chamado MotionPixels, numa tentativa de fugir do monopólio estabelecido pelo MPEG. Funcionando relativamente bem em sistemas operacionais como o Windows 3.X, teve sua sobrevivência encurtada pela dificuldade de reprodução nos sistemas posteriores. Hoje, ele pode ser considerado o primeiro formato de vídeo para computadores oficialmente desaparecido, já que seu codec MotionPixels não foi comprado por nenhuma empresa ou teve seu código fonte disponibilizado.

## Origem e desenvolvimento
Os codec do MotionPixels usado no MovieCD foi distríbuido originalmente pelo Codec Huygen desenvolvido por Christian Huygen, David Whipple e Darrell Smith, usado pela NASA e FBI.

## Especificações e Requisitos
O Codec MP possui resolução de 320x236 pixels, 16bit Highcolor, e 16fps fullscreen playback com transferência de dados (na teoria) de aproximadamente 520kB/sec, sem precisar instalar MPEG ou adicionar algum hardware adicional.
Para tocar o MovieCD, SIRIUS recomenda um processador 486 ou superior, e pelo menos 8MB de memória RAM, e CD-ROM de pelo menos 2x.

### aware95.exe
Aware95 foi desenvolvido para Win3.x e Win95.

### awarent.exe
Antes da SIRIUS entrar em falência em 2000, uma versão beta do codec da MP era usada no Windows NT e windows 98, awarent.exe.